# Лапландский заповедник
Лапла́ндский госуда́рственный приро́дный биосфе́рный запове́дник — заповедник в Мурманской области. База заповедника расположена в посёлке Лапландский заповедник.
Одна из крупнейших охраняемых природных территорий в Европе. Площадь заповедника составляет 278 435 га (в том числе акватория 8 574 га). Главная ценность заповедника — дикая нетронутая природа, находящаяся в своём естественном первозданном состоянии.
Один из старейших в России. Основан в 1930 году с целью сохранения популяции дикого северного оленя и «всего географического ландшафта в естественной неприкосновенности».
Имеется несколько экологических экскурсионных маршрутов.

## История
Создан по постановлению Ленинградского облисполкома от 17 января 1930 года. Был закрыт в 1951 году, вновь открыт через пять лет, в 1961—1965 годах числился филиалом Кандалакшского заповедника. В 1965 году восстановлен почти в прежних границах. 13 сентября 1983 года получил у западной границы добавку 129577 гектаров как компенсацию за участок тайги меньших размеров в восточной части, погибший вследствие атмосферных выбросов комбината «Североникель». Это увеличило площадь заповедника почти в 2 раза.
15 февраля 1985 года решением ЮНЕСКО Лапландский заповедник включён во Всемирную сеть биосферных резерватов.
В 1995 году руководство Лапландского заповедника запустило проект «Сказочная Лапландия — Владения Деда Мороза». Терем Деда Мороза расположен на берегу озера Чунозеро.

## Физико-географическое положение

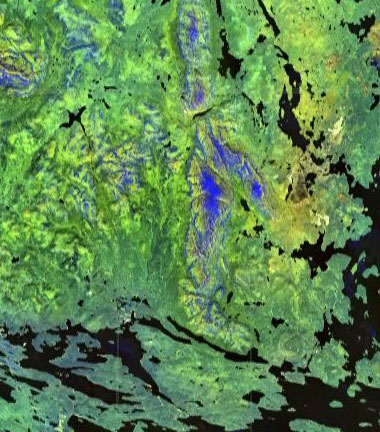
Вид из космоса.

Расположен на побережье озера Имандра и в горных массивах Мончетундра и Чунатундра. По заповеднику проходит водораздел Белого и Баренцева морей. Рельеф заповедной территории пересечённый, включает горные массивы с высотами от 600 до 1114 метров. Главный горный массив заповедника — Чунатундра — тянется с севера на юг почти на 40 км 8 озёрно-речных систем.
В заповеднике представлены следующие ландшафтные типы:
- леса — 55 % территории
- тундры — 30 %
- болота — 8,4 %
- скалы, гольцы и каменистые осыпи — 6 %
- озёра — 2,5 %
- реки и ручьи — 0,4 %.

Ландшафты подразделяются на лесные, горно-тундровые и водные. У посещавших заповедник осенью в памяти остаются синие, с чистейшей водой озёра в извилистых берегах, ярко-золотые березовые леса. Красивы быстрые, но неширокие реки — Чуна, бассейн которой целиком в пределах заповедника, Нявка, Мавра, Кислая, Вита и другие.

## Флора и фауна

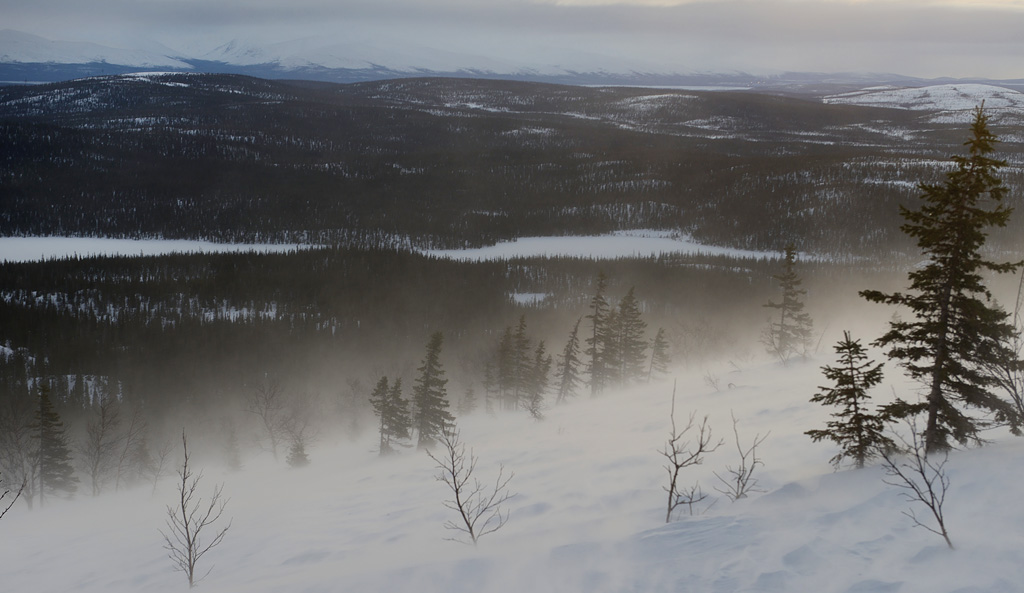

Одна из основных ценностей заповедника — девственные старовозрастные леса, чей возраст оценивается диапазоном от 3000 до 10 000 лет. Возраст деревьев в этих лесах — 400—600 лет, высота до 15 метров, диаметр ствола до 70 см.
В лесах заповедника преобладают хвойные породы: сосна Фриза и ель сибирская. В заповеднике насчитывается: 603 вида сосудистых растений; 370 видов мхов; 575 видов лишайников; 273 вида грибов (данные 2007 года). Из сосудистых растений, произрастающих в заповеднике, 5 видов занесены в Красную книгу России: вудсия альпийская, полушник озёрный, кизильник киноварно-красный, калипсо луковичная, пальчатокоренник Траунштейнера.
В горных тундрах, где климатические условия особенно суровы, распространены горные ягельники, кустарнички — голубика, вороника, брусника, толокнянка, стелющаяся азалия, «гром-ягода», обычна дриада (куропаточья трава), попадаются овсяница, линнея северная, карликовая берёзка и некоторые другие растения. В понижениях и долинах чаще встречаются заросли кустарничков, а на возвышенных участках горных тундр голые скалы лишь местами покрыты налётом разноцветных лишайников.
В заповеднике обитает 31 вид млекопитающих: дикий северный олень, лось, бурый медведь, волк, лисица, куница, горностай, ласка, американская норка, росомаха, бурозубки, обыкновенный бобр, заяц-беляк, белка, ондатра, норвежский и лесной лемминги, полёвки. Ради сохранения дикого северного оленя когда-то и был создан заповедник. Популяция не всегда находилась в заповедной зоне, что осложняет её сохранение. Довольно многочислен бурый медведь. Водятся росомаха, волк, выдра. Завезённый в 1934 году бобр (это был первый опыт его реакклиматизации в Советском Союзе) всё ещё «теплится» на реках Нявка и Чуна. Условия жизни для него здесь, на окраине ареала, очень трудные.
Птиц, живущих постоянно в заповеднике и гнездящихся здесь, насчитывается 210 видов, в том числе 5 видов куриных: глухарь, тетерев, рябчик, белая и тундряная куропатки. Пять видов крупных хищных птиц, гнездящихся в заповеднике, занесены в Красную книгу России: беркут, орлан-белохвост, кречет, сапсан и скопа.
Орнитофауна достаточно обильна. В горных тундрах в первую очередь обращает на себя внимание тундряная куропатка, безо всякой боязни подпускающая человека на расстояние вытянутой руки. Из других видов куриных — рябчик, тетерев, глухарь. Иногда из тундры залетают белые совы. Лебедь-кликун и гусь-гуменник гнездятся здесь, так же как и утки, речные, нырковые и крохали, в том числе гоголь, для которого сооружают дуплянки.
Более половины гнездящихся в заповеднике птиц являются перелётными и на зиму улетают южнее вплоть до Южной Африки и Антарктиды: краснозобая и чернозобая гагары, кряква, чирок-свистунок, гоголь, лебедь-кликун, гусь-гуменник, полярная крачка, горихвостка, дрозд-рябинник и дрозд-белобровик, мухоловка-пеструшка, обыкновенная чечётка, дербник и др.
Обитают два вида рептилий (обыкновенная гадюка и живородящая ящерица) и один вид амфибий: лягушка травяная.
Водоёмы богаты рыбой, их украшение — красивая и сильная кумжа (озёрная форель), лососевых представляют ещё арктический голец (палия), сиг, хариус, ряпушка, корюшка. Щука, окунь и налим очень многочисленны. В ручьях и реках обитает редкий вид моллюска — жемчужница речная.

## Деятельность

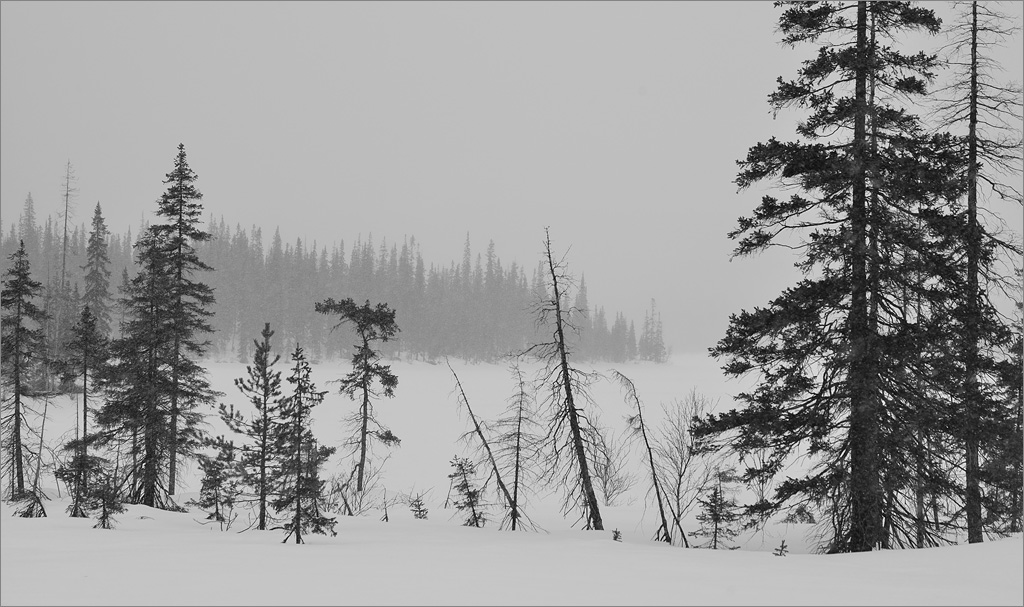

Научные сотрудники Лапландского заповедника изучают естественные процессы в природных комплексах северной тайги, горных тундр и озёр Кольского полуострова, особенности экологии кольской популяции дикого северного оленя и разрабатывают мероприятия по восстановлению их численности. В последние годы советской власти упор приходилось делать на исследования по влиянию промышленных загрязнений атмосферы на охраняемые экосистемы.